# 9665 Інастроновіни
9665 Інастроновіни (9665 Inastronoviny) — астероїд головного поясу, відкритий 5 червня 1996 року.
Тіссеранів параметр щодо Юпітера — 3,206.